# Roman Röösli
Roman Röösli, né le 22 septembre 1993 à Neuenkirch, est un rameur suisse.
Il participe au quatre de couple des Jeux olympiques de 2016 avec ses coéquipiers : Barnabé Delarze, Augustin Maillefer et Nico Stahlberg.

## Biographie
Roman Röösli naît le 22 septembre 1993 à Neuenkirch, dans le canton de Lucerne. Il grandit à Lucerne.

## Championnats du monde U23
- 2013 : 1re place en 4x
- 2014 : 1re place en 4x

## Jeux olympiques
- 1er de la Finale B en 4x, (7e classement général) aux Jeux olympiques d'été de 2016
- Médaillé de bronze du deux sans barreur aux Jeux olympiques d'été de 2024[3].

## Coupe du monde
- 2016 : Coupe du Monde II à Varese (ITA) : 3e place en 2x
- Coupe du Monde III à Lucerne (SUI) : 3e place en 4x
- 2017 : Coupe du Monde I à Belgrade (SRB) : 2e place en 2x
- 2018 : Coupe du Monde I à Belgrade (SRB) : 2e place en 1x
- Coupe du Monde II ä Linz-Ottensheim (AUT) : 3e place en 2x
- Coupe du Monde III à Lucerne (SUI) : 3e place en 2x
- 2019 : Coupe du Monde II à Poznań (POL) : 1re place en 2x
- Coupe du Monde III à Rotterdam (NED) : 1re place en 2x (victoire au classement général de la coupe du Monde)

## Championnats d'Europe
- 2017 : à Racice (CZE) : 3e en 2x
- 2018 : à Glasgow (GBR) : 3e en 1x
- 2019 : à Lucerne (SUI) : 2e place en 2x

## Championnats du monde
- 2018 : Plovdiv (BUL) : 2e place en deux de couple, avec Barnabé Delarze
- 2019 : Linz-Ottensheim (AUT) : 5e place en 2x (qualification olympique pour Tokyo 2020)
- 2023 : Belgrade (SRB) : 1re place au deux sans barreur, avec Andrin Gulich[4]